# Llista d'asteroides/209101-209200
| Nom      | Designació provisional | Data de descobriment   | Lloc de descobriment | Descobridor/s               |
| -------- | ---------------------- | ---------------------- | -------------------- | --------------------------- |
| 209101 - | 2003 SV67              | 16 de setembre de 2003 | Kitt Peak            | Spacewatch                  |
| 209102 - | 2003 SZ69              | 17 de setembre de 2003 | Kitt Peak            | Spacewatch                  |
| 209103 - | 2003 SW74              | 18 de setembre de 2003 | Kitt Peak            | Spacewatch                  |
| 209104 - | 2003 SP76              | 18 de setembre de 2003 | Kitt Peak            | Spacewatch                  |
| 209105 - | 2003 SY107             | 20 de setembre de 2003 | Palomar              | NEAT                        |
| 209106 - | 2003 SG110             | 20 de setembre de 2003 | Palomar              | NEAT                        |
| 209107 - | 2003 SF119             | 16 de setembre de 2003 | Kleť                 | Kleť                        |
| 209108 - | 2003 ST119             | 17 de setembre de 2003 | Kitt Peak            | Spacewatch                  |
| 209109 - | 2003 SY119             | 17 de setembre de 2003 | Kitt Peak            | Spacewatch                  |
| 209110 - | 2003 SW129             | 21 de setembre de 2003 | Desert Eagle         | W. K. Y. Yeung              |
| 209111 - | 2003 SJ131             | 19 de setembre de 2003 | Kitt Peak            | Spacewatch                  |
| 209112 - | 2003 SH146             | 20 de setembre de 2003 | Palomar              | NEAT                        |
| 209113 - | 2003 SG156             | 19 de setembre de 2003 | Anderson Mesa        | LONEOS                      |
| 209114 - | 2003 SJ157             | 19 de setembre de 2003 | Anderson Mesa        | LONEOS                      |
| 209115 - | 2003 SN164             | 20 de setembre de 2003 | Anderson Mesa        | LONEOS                      |
| 209116 - | 2003 SS168             | 23 de setembre de 2003 | Haleakala            | NEAT                        |
| 209117 - | 2003 SY172             | 18 de setembre de 2003 | Socorro              | LINEAR                      |
| 209118 - | 2003 SN174             | 18 de setembre de 2003 | Kitt Peak            | Spacewatch                  |
| 209119 - | 2003 SM175             | 18 de setembre de 2003 | Kitt Peak            | Spacewatch                  |
| 209120 - | 2003 SF178             | 19 de setembre de 2003 | Palomar              | NEAT                        |
| 209121 - | 2003 SS179             | 19 de setembre de 2003 | Socorro              | LINEAR                      |
| 209122 - | 2003 SU179             | 19 de setembre de 2003 | Socorro              | LINEAR                      |
| 209123 - | 2003 ST183             | 21 de setembre de 2003 | Kitt Peak            | Spacewatch                  |
| 209124 - | 2003 SQ185             | 22 de setembre de 2003 | Anderson Mesa        | LONEOS                      |
| 209125 - | 2003 SK192             | 20 de setembre de 2003 | Campo Imperatore     | CINEOS                      |
| 209126 - | 2003 SS200             | 22 de setembre de 2003 | Kitt Peak            | Spacewatch                  |
| 209127 - | 2003 SR204             | 22 de setembre de 2003 | Socorro              | LINEAR                      |
| 209128 - | 2003 SX210             | 23 de setembre de 2003 | Palomar              | NEAT                        |
| 209129 - | 2003 SS221             | 27 de setembre de 2003 | Kitt Peak            | Spacewatch                  |
| 209130 - | 2003 SQ230             | 24 de setembre de 2003 | Palomar              | NEAT                        |
| 209131 - | 2003 SV231             | 24 de setembre de 2003 | Palomar              | NEAT                        |
| 209132 - | 2003 SD236             | 26 de setembre de 2003 | Socorro              | LINEAR                      |
| 209133 - | 2003 SY236             | 26 de setembre de 2003 | Socorro              | LINEAR                      |
| 209134 - | 2003 SV243             | 28 de setembre de 2003 | Kitt Peak            | Spacewatch                  |
| 209135 - | 2003 SC248             | 26 de setembre de 2003 | Socorro              | LINEAR                      |
| 209136 - | 2003 SD250             | 26 de setembre de 2003 | Socorro              | LINEAR                      |
| 209137 - | 2003 SB251             | 26 de setembre de 2003 | Socorro              | LINEAR                      |
| 209138 - | 2003 SZ254             | 27 de setembre de 2003 | Kitt Peak            | Spacewatch                  |
| 209139 - | 2003 SF259             | 28 de setembre de 2003 | Kitt Peak            | Spacewatch                  |
| 209140 - | 2003 SN261             | 27 de setembre de 2003 | Socorro              | LINEAR                      |
| 209141 - | 2003 SW261             | 27 de setembre de 2003 | Socorro              | LINEAR                      |
| 209142 - | 2003 SG274             | 28 de setembre de 2003 | Anderson Mesa        | LONEOS                      |
| 209143 - | 2003 SH276             | 29 de setembre de 2003 | Kitt Peak            | Spacewatch                  |
| 209144 - | 2003 SW289             | 28 de setembre de 2003 | Anderson Mesa        | LONEOS                      |
| 209145 - | 2003 SP290             | 28 de setembre de 2003 | Kitt Peak            | Spacewatch                  |
| 209146 - | 2003 SN295             | 29 de setembre de 2003 | Anderson Mesa        | LONEOS                      |
| 209147 - | 2003 SN301             | 17 de setembre de 2003 | Palomar              | NEAT                        |
| 209148 - | 2003 SE322             | 27 de setembre de 2003 | Apache Point         | SDSS                        |
| 209149 - | 2003 SF421             | 29 de setembre de 2003 | Apache Point         | SDSS                        |
| 209150 - | 2003 TT21              | 1 d'octubre de 2003    | Anderson Mesa        | LONEOS                      |
| 209151 - | 2003 TT29              | 1 d'octubre de 2003    | Kitt Peak            | Spacewatch                  |
| 209152 - | 2003 TY54              | 5 d'octubre de 2003    | Kitt Peak            | Spacewatch                  |
| 209153 - | 2003 UJ7               | 16 d'octubre de 2003   | Kitt Peak            | Spacewatch                  |
| 209154 - | 2003 UU8               | 17 d'octubre de 2003   | Socorro              | LINEAR                      |
| 209155 - | 2003 UE10              | 20 d'octubre de 2003   | Emerald Lane         | L. Ball                     |
| 209156 - | 2003 UO10              | 19 d'octubre de 2003   | Anderson Mesa        | LONEOS                      |
| 209157 - | 2003 UN16              | 16 d'octubre de 2003   | Anderson Mesa        | LONEOS                      |
| 209158 - | 2003 UJ29              | 23 d'octubre de 2003   | Kvistaberg           | Uppsala-DLR Asteroid Survey |
| 209159 - | 2003 UF50              | 16 d'octubre de 2003   | Črni Vrh             | Črni Vrh                    |
| 209160 - | 2003 UK51              | 18 d'octubre de 2003   | Palomar              | NEAT                        |
| 209161 - | 2003 UR53              | 18 d'octubre de 2003   | Palomar              | NEAT                        |
| 209162 - | 2003 UK56              | 19 d'octubre de 2003   | Goodricke-Pigott     | R. A. Tucker                |
| 209163 - | 2003 UO56              | 22 d'octubre de 2003   | Kitt Peak            | Spacewatch                  |
| 209164 - | 2003 UR82              | 19 d'octubre de 2003   | Palomar              | NEAT                        |
| 209165 - | 2003 UC86              | 18 d'octubre de 2003   | Palomar              | NEAT                        |
| 209166 - | 2003 UX92              | 20 d'octubre de 2003   | Palomar              | NEAT                        |
| 209167 - | 2003 UG94              | 18 d'octubre de 2003   | Kitt Peak            | Spacewatch                  |
| 209168 - | 2003 UA97              | 19 d'octubre de 2003   | Kitt Peak            | Spacewatch                  |
| 209169 - | 2003 US97              | 19 d'octubre de 2003   | Kitt Peak            | Spacewatch                  |
| 209170 - | 2003 UU100             | 19 d'octubre de 2003   | Haleakala            | NEAT                        |
| 209171 - | 2003 UB103             | 20 d'octubre de 2003   | Kitt Peak            | Spacewatch                  |
| 209172 - | 2003 UY115             | 20 d'octubre de 2003   | Palomar              | NEAT                        |
| 209173 - | 2003 UH121             | 18 d'octubre de 2003   | Kitt Peak            | Spacewatch                  |
| 209174 - | 2003 UA123             | 19 d'octubre de 2003   | Kitt Peak            | Spacewatch                  |
| 209175 - | 2003 UU125             | 20 d'octubre de 2003   | Kitt Peak            | Spacewatch                  |
| 209176 - | 2003 UJ140             | 16 d'octubre de 2003   | Anderson Mesa        | LONEOS                      |
| 209177 - | 2003 UZ144             | 18 d'octubre de 2003   | Anderson Mesa        | LONEOS                      |
| 209178 - | 2003 UA150             | 20 d'octubre de 2003   | Socorro              | LINEAR                      |
| 209179 - | 2003 UU150             | 21 d'octubre de 2003   | Kitt Peak            | Spacewatch                  |
| 209180 - | 2003 UU159             | 20 d'octubre de 2003   | Kitt Peak            | Spacewatch                  |
| 209181 - | 2003 UE162             | 21 d'octubre de 2003   | Socorro              | LINEAR                      |
| 209182 - | 2003 UR168             | 22 d'octubre de 2003   | Socorro              | LINEAR                      |
| 209183 - | 2003 UC179             | 21 d'octubre de 2003   | Socorro              | LINEAR                      |
| 209184 - | 2003 UW181             | 21 d'octubre de 2003   | Palomar              | NEAT                        |
| 209185 - | 2003 UH186             | 22 d'octubre de 2003   | Socorro              | LINEAR                      |
| 209186 - | 2003 UR190             | 23 d'octubre de 2003   | Anderson Mesa        | LONEOS                      |
| 209187 - | 2003 US195             | 20 d'octubre de 2003   | Kitt Peak            | Spacewatch                  |
| 209188 - | 2003 UW200             | 21 d'octubre de 2003   | Socorro              | LINEAR                      |
| 209189 - | 2003 UC204             | 21 d'octubre de 2003   | Kitt Peak            | Spacewatch                  |
| 209190 - | 2003 UM208             | 22 d'octubre de 2003   | Kitt Peak            | Spacewatch                  |
| 209191 - | 2003 UT212             | 23 d'octubre de 2003   | Kitt Peak            | Spacewatch                  |
| 209192 - | 2003 UF214             | 24 d'octubre de 2003   | Socorro              | LINEAR                      |
| 209193 - | 2003 UC221             | 22 d'octubre de 2003   | Kitt Peak            | Spacewatch                  |
| 209194 - | 2003 UR222             | 22 d'octubre de 2003   | Socorro              | LINEAR                      |
| 209195 - | 2003 UD231             | 24 d'octubre de 2003   | Socorro              | LINEAR                      |
| 209196 - | 2003 UP254             | 24 d'octubre de 2003   | Kitt Peak            | Spacewatch                  |
| 209197 - | 2003 UA256             | 25 d'octubre de 2003   | Socorro              | LINEAR                      |
| 209198 - | 2003 UO256             | 25 d'octubre de 2003   | Socorro              | LINEAR                      |
| 209199 - | 2003 UP256             | 25 d'octubre de 2003   | Socorro              | LINEAR                      |
| 209200 - | 2003 UV266             | 28 d'octubre de 2003   | Socorro              | LINEAR                      |